# Пітер С. Біґл
Пітер Соєр-Біґл (англ. Peter Soyer Beagle; нар. 20 квітня 1939) — американський письменник, прозаїк та сценарист, редактор, журналіст і музикант. Пише у жанрі фентезі, його найбільш відомий фантастичний роман — Останній єдиноріг (1968).

## Біографія
Пітер Біґл народився 20 квітня 1939 у Мангеттен, одному із п'яти міських округів (боро) у місті Нью-Йорк, штат Нью-Йорк, у США, у родині Ребеки Соєр з Борисоглєбська та Саймона Біґла з Окленду. Навчався в Вищій науковій школі Бронксу. У 1959 році Пітер навчався в Пітсбурзькому університеті де закінчив бакалавр. В 1960 написав перший роман «Прекрасна й затишна місцина». У 1961 році закінчив аспірантуру в університеті Стенфорда. Одружився 8 травня 1964 з Елейн Енід Нордін, проте розлучився у 1980. 21 вересня 1988 року одружився з Падмою Хеймаді, художницею та письменницею. Від першого шлюбу Пітер Соєр має трьох дітей, Вікторію Лінн Нордін, Калісу Нордін та Даніеля Нордіна.

### Сім'я
Наразі одружений з художницею Падмою Хеймаді та має трьох дітей від першого шлюбу, Вікторію, Калісу та Даніеля.
Відомі пращури Пітера:
- Ребека Соєр — мати, працювала вчителькою[2].
- Саймон Біґл — батько, працював вчителем[3].
- Рафаель Соєр — дядько, художник в жанрі реалізму[4].
- Ісаак Соєр — дядько, художник в жанрі соціального реалізму[5].
- Мозес Соєр — дядько, художник в жанрі соціального реалізму[6].
- Абрахам Соєр — дід, вчитель, письменник[7].
- Белла Соєр — бабуся, художниця[8].

### Романи та повісті
- Прекрасна й затишна місцина (1960)
- Останній єдиноріг (1968)
- Ліла-перевертень (1974)[9]
- Фантастичні світи П. С. Бігля (1978)
- Повітряний народ (1986)
- Пісня корчмаря (1993)
- Соната єдинорога (1996)
- Тасмін (1999)
- Танець для Емілії (2000)
- Чарівник вашого дружнього сусідства: пісні та ранні вірші (2006)
- Останній єдиноріг: Втрачена версія(2007)
- Дивні дороги (2008)
- Повернення (2010)
- Два серця (2011)
- Перший останній єдиноріг та інші початки (2012)[10]
- Summerlong (2016)[11]
- Одного разу в Калабрії (2017)[12]
- Останній єдиноріг: Загублена подорож (2018)[13]

### Сценарії
- Голуб (1974)
- Найбільше, що ледь не сталося (1977)
- Володар перснів (1978)
- Останній єдиноріг (1982)
- Камелот (1998)
- Повість про Єгипет (1998)

## Переклади українською
- «Одного разу в Калабрії» — Львів: Апріорі, 2022, 112 стор. ISBN 978-617-629-760-4. Переклала Анна Свередюк
- «Остання з однорогів», «Два серця». — Львів: Апріорі, 2024, 280 стор. ISBN 978-617-629-881-6. Переклав Олег Король

## Премії
1987 — Міфопоетична премія, Народ повітря.
1994 — Премія Локус, Пісня Корчмаря — найкращий фентезійний роман.
2000 — Міфопоетична премія, Тасмін — премія за дорослу фентезі.
2006 — Премія «Неб'юла», Два серця — за найкращий роман.
2007 — WSFA Small Press Award, El Regalo.
2018 — Меморіальна премія «Гросмейстер фантастики» імені Деймона Найта.

## Номінації на премії
1979 — Премія Г'юго, Володар перснів — найкраща драматична презентація.
1996 — Премія Локус, «Безсмертний єдиноріг» Пітера С. Бігля — найкраща антологія.
1998 — Міфопоетична премія, Гігантські кістки. Премія Локус, Гігантські кістки — найкраща авторська збірка. Премія Локус, Носоріг, який цитував Ніцше та інші дивні знайомі — найкраща авторська збірка.
2008 — Премія Локус, Барренс Танці, Останній і єдиний, або Містер Московіц стає французом — найкраще оповідання.
2009 — Премія World Fantasy Award, Дивні дороги — за найкращу колекцію. Премія Локус, Король Пеллес Вірний — найкраще оповідання. Всесвітня премія фентезі, Дядько Хаїм і тітка Ріфке та Ангел — за найкращу новелу.